# Miłoradz (gromada)
Miłoradz – dawna gromada, czyli najmniejsza jednostka podziału terytorialnego Polskiej Rzeczypospolitej Ludowej w latach 1954–1972.
Gromady, z gromadzkimi radami narodowymi (GRN) jako organami władzy najniższego stopnia na wsi, funkcjonowały od reformy reorganizującej administrację wiejską przeprowadzonej jesienią 1954 do momentu ich zniesienia z dniem 1 stycznia 1973, tym samym wypierając organizację gminną w latach 1954–1972.
Gromadę Miłoradz z siedzibą GRN w Miłoradzu utworzono – jako jedną z 8759 gromad na obszarze Polski – w powiecie malborskim w woj. gdańskim na mocy uchwały nr 21/III/54 WRN w Gdańsku z dnia 5 października 1954. W skład jednostki weszły obszary dotychczasowych gromad Miłoradz, Mątowy Małe i Pogorzała Wieś ze zniesionej gminy Mątowy Wielkie oraz obszar dotychczasowej gromady Stara Kościelnica ze zniesionej gminy Kałdowo w tymże powiecie. Dla gromady ustalono 15 członków gromadzkiej rady narodowej.
1 stycznia 1958 z gromady Miłoradz wyłączono grunty PGR Kapustowo, włączając je do gromady Kałdowo w tymże powiecie.
Gromada przetrwała do końca 1972 roku, czyli do kolejnej reformy gminnej. 1 stycznia 1973 w powiecie malborskim utworzono gminę Miłoradz.